# Raduga KS-1 Komet
Raduga KS-1 Komet (tiếng Nga: КС-1 "Комета", tên ký hiệu của NATO: Kennel), cũng còn được gọi là AS-1 và KS-1 (крылатый снаряд - đạn tự hành có cánh) là một đạn tự hành không đối hải tầm ngắn (được sử dụng chủ yếu để thực hiện nhiệm vụ chống tàu) được phát triển bởi Liên Xô, dành riêng cho Tupolev Tu-16 'Badger' và Tu-4 'Bull'

## Quốc gia sử dụng
Ai Cập
 Indonesia
 Liên Xô